# Amor intellectualis Dei
Amor intellectualis Dei (letterlijk: de verstandelijke liefde tot God) is een term afkomstig van Baruch Spinoza. De filosofie staat voor de liefde tot God (ofwel de Natuur, bij Spinoza) waaruit de hoogst mogelijke gemoedsrust voortkomt. Dit gebeurt door in te zien dat 'goed' en 'slecht' niet toepasbaar is op God, vermits deze geen mens is (Spinoza ziet God niet als een antropomorfe God, maar de substantie waaruit alles bestaat en waaruit alles met noodzaak voortvloeit), maar dat alles gedetermineerd is door de substantie (God). 
De term is afkomstig uit het postuum uitgekomen boek Ethica, waarin Spinoza met de geometische methode (more geometrico demonstrata) van de antiek Griekse wiskundige Euclidus zowel zijn metafysische-, proto-psychologische- als ethische filosofie uiteenzet.  

## Ethica
In de toegift van Stelling 32 van de Ethica schrijft Spinoza het volgende:
Uit de derde soort van kennis ontspringt noodzakelijk een geestelijke liefde voor God. Immers uit deze soort van kennis ontspruit (vgl. voorgaande stelling) Blijheid, vergezeld door de gedachte van God als oorzaak, dat wil zeggen (vgl. Def. VI der Aand.) Liefde tot God, niet voorzover wij ons Hem als aanwezig voorstellen (vgl. St. 29 v.d. deel), maar voorzover wij begrijpen dat hij eeuwig is en dat is het ook wat ik geestelijke Liefde tot God noem.
1. ↑  (la) Spinoza, Baruch. Ethica. Wereldbibliotheek, p. 305. ISBN 9789028415041.